# Associação Gaita-de-Foles

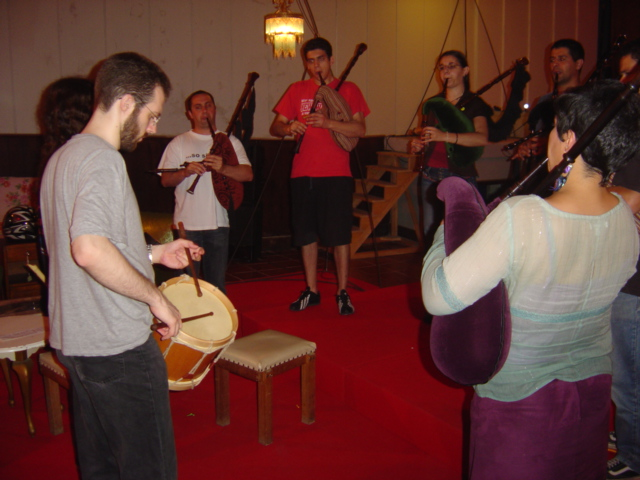
Aula de gaita galega com novatos, no Clube Alentejano (2005).

A Associação Portuguesa para o Estudo e Divulgação da Gaita de fole, ou APEDGF, é uma organização sem fins lucrativos, formada oficialmente em 1999 por entusiastas das gaitas de fole de todo o mundo, sobretudo por portugueses relacionados às gaitas de fole presentes em território português como a gaita transmontana e a gaita galega. O objetivo primordial é a divulgação e estudo das gaitas de fole, seja pela preservação ou pelo seu desenvolvimento na cultura moderna. As contribuições dos voluntários tem sido das mais diversas competências, com artesãos, músicos, antropólogos e professores, entre profissionais e amadores.

## Atividades
A Associação localiza-se em Lisboa, e tem como um dos principais projetos a recuperação e preservação da gaita de fole transmontana, cuja tradição correu sério risco de extinção já em fins dos anos 1980. Outro objetivo muito importante é a divulgação e investigação da variedade de gaitas de fole portuguesas que existem nas regiões de Minho, Estremadura ou Beira Litoral e que ainda são mal conhecidas. A recuperação tem sido por meio de diversas ações, como a construção de novos instrumentos, abertura de cursos e a recolha de extenso material in loco. As recolhas já produziram um rico acervo de entrevistas, imagens e gravações, muitas de gaiteiros pertencentes à antiga geração de músicos tradicionais do instrumento, e que pouco tempo depois viriam a falecer. Fez-se assim um inestimável registro histórico desses artistas populares.
Os cursos da Escola de Gaitas costumam ser anuais, dividos em três estágios. A gaita transmontana geralmente é reservada aos níveis mais avançados, sendo apresentada primeiramente aos alunos uma gaita cromática. Como a instituição não tem fins lucrativos, carece ainda de uma sede própria, sendo as aulas ministradas em espaços cedidos, como o Centro Cultural dos Trabalhadores do BES. Aos alunos é oferecida a possibilidade de se alugar um instrumento, ou comprá-lo diretamente da oficina do grupo.
A oficina da Associação manufatura os mais diversos tipos de gaitas, aí inclusos apetrechos como palhetas e vestes, utilizando diferentes madeiras como matéria-prima. A qualidade dos instrumentos é reconhecidamente excelente, sendo a oficina um setor estratégico da Associação para a irradiação da cultura das gaitas de fole: além de disponibilizar o instrumento a um número crescente de interessados, compartilha técnicas e sugestões com outros luthiers, aumentando a oferta e diversidade da quase extinta gaita transmontana. Aposta-se assim no efeito multiplicador para a propagação e preservação da cultura da gaita.
A Associação também apoia a divulgação de importantes eventos nacionais referente às tradições portuguesas, participando direta ou indiretamente. Entre eles, destacam-se: Andanças, Encontro de Tocadores, Encontro Nacional de Gaiteiros, Tocar de Ouvido e L' Burro i L' Gueiteiro. Entre eles, o principal é o Encontro Nacional de Gaiteiros, que ao longo de seus quatro anos de existência reuniu em torno de 3000 pessoas, sendo coberto por importantes meios de comunicação como as emissoras televisivas RTP e SIC. Um dos principais veículos de divulgação é o boletim eletrônico, enviado gratuitamente a sócios e não-sócios.

## Gaitafolia
Gaitafolia é um conjunto formado por membros da AGF, entre professores, sócios e alunos, com gaitas de fole e outros instrumentos construídos exclusivamente em sua oficina. O batismo se deu durante a Expo98, junto à banda Gaiteiros de Lisboa. Somam-se, desde então, inúmeras apresentações e concertos ao lado de outras bandas portuguesas que usam gaitas de fole, como: Galandum Galundaina, Mandrágora e Dazkarieh. Também esteve presente em diversos festivais de música tradicional, em Portugal e no estrangeiro. O repertório varia de arranjos tradicionais a peças modernas.

## Reconhecimento
Durante a trajetória de intensivo trabalho, a Associação Gaita de Fole angariou apoio e parcerias para seu projeto de divulgação das gaitas de fole, como do Ministério da Cultura, do Instituto das Artes, da Bagpipe Society, da Associação Lelia Doura, da Pedexumbo e do At-tambur.com.